# 859
859(팔백오십구)는 858보다 크고 860보다 작은 자연수다.

## 수학
- 149번째 소수(素數)다. 앞의 소수는 쌍둥이 소수인 857, 다음 소수는 863이다.
  - 35번째 슈퍼 소수로, 859의 소수 순번인 149도 소수다. 앞의 슈퍼 소수는 797, 다음은 877이다.
- {\displaystyle 13^{11}-1}은 859로 나누어떨어진다.

## 교통
- 859번 홋카이도도(일본어판)

## 군사
- U-859(영어판, 독일어판): 제2차 세계 대전에 사용된 나치 독일의 군용 잠수함.

## 문화유산
- 대한민국의 보물 제859호: 중완구

## 기타
- 연도: 859년, 기원전 859년